# AN/MPQ-64 哨兵雷達
AN/MPQ-64 Sentinel是一种X 波段被動電子掃描陣列脈衝都卜勒3D雷达系统，用于飛弹接近预警和短程防空（SHORAD）战区防空武器系统。该系统目前由雷神公司研制生产。
哨兵雷达研发始于 1995 年，是AN/TPQ-36 A 的改进型，在挪威NASAMS防空系统中承担目标搜索与目标追踪作用，它还被部署在美国陆军前线区域防空部队中。其天线和主机部份安装在一个拖曳平台上，可以远离设备的其余部分，以增强其生存能力。

## 主要特征
其天线采用被動電子掃描陣列技术，可形成锐利的三维笔形波束，并覆盖较大的监控和跟踪范围。它使用高扫描速率（30 RPM）的旋转平台来提供 360 度覆盖。此外该雷达的设计具有很强的电子对抗（ECM）和反辐射导弹（ARM）的能力。 
该系统自动获取、跟踪、分类、识别和报告高空和低空目标，包括巡航导弹、无人机以及旋翼和固定翼飞机。还可以通过敌我识别（IFF）帮助识别友军飞机。
其系统供电则是由部署在悍马车上的车载发电机提供，该电机可供应 10 千瓦 400 赫兹 115/200 伏直流电。它还具有自主操作能力，并通过宽带光纤链路与火力指挥中心通信。另外它还能通过 SINCGARS 无线电网络分发数据。

## AN/MPQ-64A1改进型“哨兵”
根据 A1 改进型哨兵现代化计划，现有的哨兵部队将配备基于COTS的现代数字电子设备，用于信号和数据处理，从而确保其具有更高的性能，并允许修改它的软件，以快速更新为具野战防空能力系统。
接收器/激发器的波形升级以及用功率放大器模块取代发射器，使 “哨兵” 能够生成、接收和过滤低强度目标分类波形。可变的旋转率增加了在目标上的时间和天线的位置，从而改进了对较小巡航导弹目标的分类和跟踪。更新后的软件支持对超视距目标和电子对抗措施进行分类。 
升级后，该系统的探测性能大幅的增加，特别是对亚音速巡航导弹、低速的無人航空載具和无人机以及旋转翼和固定翼飞机的探测能力得到了大大的增强。

## AN/MPQ-64F1
针对NASAMS 2 防空系统的改进型哨兵系统的更新版本。

## AN/MPQ-64M2
由荷兰的联合地面防空司令部使用。

## AN/MPQ-64A3 增强型“哨兵”
美国陆军于2011年下令实施A3增强型哨兵改进计划。 
升级内容包括 TPX-57 Mode 5型敌我识别升级套件，其中包括一个新的以太网路由器、增强型雷达控制终端（eRCT）、信号数据处理盒（SDP）和多个电路扩展插口组件。这将把现有的 A1 改进型哨兵设备更新为 A3 增强型哨兵配置，提高可靠性并修复已发现的硬件问题，  使其与 F1 改进型哨兵的能力相匹配。
新增的 eRCT 支持远程操作，包括支持反炮兵能力及所需的战术数据记录仪。还提供了一种新的操作模式—多模式哨兵，可以探测火箭弹、火炮和迫击炮 (RAM) 火力，迅速提供敌方火力来源点的信息以及弹着点的估计值。

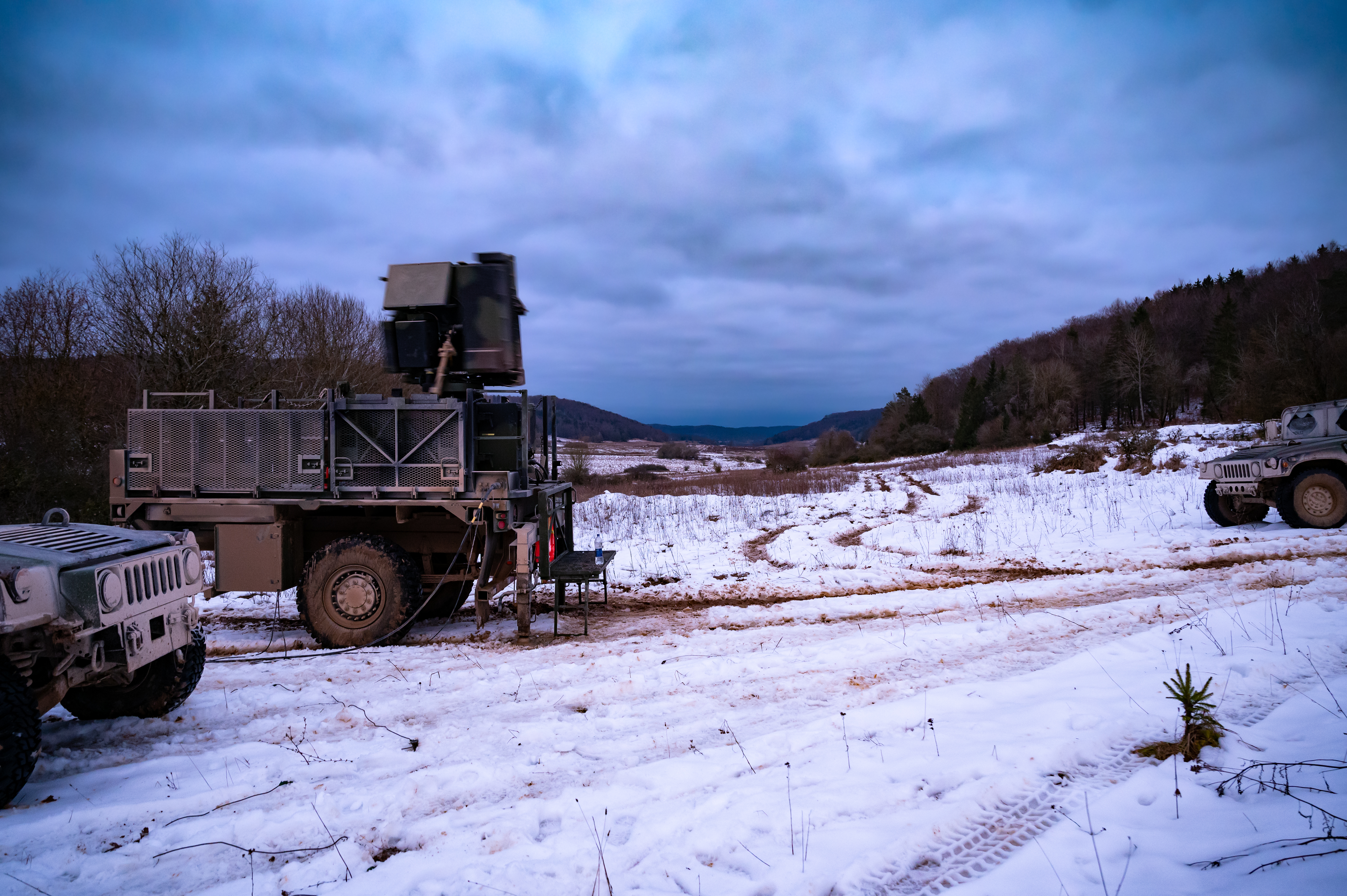
AN/MPQ-64A3

AN/MPQ-64A3 安装在一辆 2.5 吨重的拖车上，配有独立的车载发电机，由一辆装甲中型战术车辆系列(FMTV) 卡车牵引。 
美国陆军计划在 2016-2022 财年进行更多的升级更新。通用平台升级将旋转天线的原动机改装为陆军通用平台，使传感器能够接收来自一体化防空与导弹防御作战指挥系统（IBCS）网络的指令。

## 制造商
由雷神导弹与防御公司生产。在被雷神公司收购之前，休斯飞机公司在加利福尼亚州富勒顿的工厂研制了 AN/MPQ-64 哨兵雷达，并在密西西比州森林城的工厂生产。

## 命名方式
根据联合电子类型命名系统 (JETDS) ，AN/MPQ-64 的命名法为
- “AN/” 表示陆军/海军（海军陆战队）
- “M” 代表“移动”，
- “P”表示雷达。
- “Q”代表特殊用途（多用途）雷达，在本例中为 3D 雷达。
- “64”是MPQ雷达系列的第64个型号。

## 查看其它
- NASAMS
- AN/TPQ-36
- MPQ-90雷達